# Mistrzostwa Europy w Łucznictwie 1988
10. Mistrzostwa Europy w łucznictwie odbyły się w dniach 26 - 29 czerwca 1988 w Luksemburgu. 

## Medaliści

### Strzelanie z łuku klasycznego
| Konkurencja:           | Złoto:                                                          | Srebro:                                                          | Brąz:                                                        |
| indywidualnie kobiet   | Ludmiła Arżannikowa                                             | Claudia Kriz                                                     | Cathérine Pellen                                             |
| indywidualnie mężczyzn | Jurij Leontiew                                                  | Władimir Jeszejew                                                | Tomi Poikolainen                                             |
| drużynowo kobiet       | ZSRR · Ludmiła Arżannikowa · Natalja Butuzowa · Tatjana Muntjan | Finlandia · Minna Heinonen · Helena Vilander · Jutta Poikolainen | RFN · Claudia Kriz · Christa Öckl · Margot Benz              |
| drużynowo mężczyzn     | ZSRR · Jurij Leontiew · Władimir Jeszejew · Stanisław Zabrodzki | Szwecja · Gert Bjerendal · Göran Bjerendal · Mats Nordlander     | Finlandia · Tomi Poikolainen · Ismo Falck · Petteri Alahuhta |

## Klasyfikacja medalowa
| Lp. | Państwo   | Złoto | Srebro | Brąz | Razem |
| 1.  | ZSRR      | 4     | 1      | 0    | 5     |
| 2.  | Finlandia | 0     | 1      | 2    | 3     |
| 3.  | RFN       | 0     | 1      | 1    | 2     |
| 4.  | Szwecja   | 0     | 1      | 0    | 1     |
| 5.  | Francja   | 0     | 0      | 1    | 1     |